# Habura
Habura este o comună slovacă, aflată în districtul Medzilaborce din regiunea Prešov. Localitatea se află la altitudinea de 376 m deasupra n.m., se întinde pe o suprafață de 27,82 km2 și în 2017 număra 501 locuitori.

## Istoric
Localitatea Habura este atestată documentar din 1543.

## Demografie
| An:                | 1994 | 2004   | 2014   | 2024    |
| ------------------ | ---- | ------ | ------ | ------- |
| Număr de persoane: | 531  | 483    | 513    | 450     |
| Diferență:         |      | −9,03% | +6,21% | −12,28% |

| An:                | 2023 | 2024   |
| ------------------ | ---- | ------ |
| Număr de persoane: | 462  | 450    |
| Diferență:         |      | −2,59% |